# Pels borstelneus
De Pels borstelneus (Gymnobucco peli) is een vogel uit de familie Lybiidae (Afrikaanse baardvogels). Deze vogel is genoemd naar de Nederlandse zoöloog en koloniaal bestuurder Hendrik Severinus Pel (1818-1876).

## Verspreiding en leefgebied
Deze soort komt voor van Sierra Leone tot Congo-Brazzaville, westelijk Congo-Kinshasa en noordwestelijk Angola.